# Ренни, Джордж
Джордж Хэддоу Ренни (англ. George Haddow Rennie; 10 марта 1883, Ньюкасл, Нью-Брансуик — 13 декабря 1966, Нью-Уэстминстер, Британская Колумбия) — канадский игрок в лакросс. Играл за клуб New Westminster Salmonbellies на позиции защитника. 
Начал играть в 1901 году, профессионально в 1909—1915 и 1918—1920. Перерыв в карьере связан с участием в Первой мировой войне. За время своей профессиональной карьеры вышел на площадку в 120 играх, забил 18 голов и 38 раз был оштрафован (188 штрафных минут). После окончания спортивной карьеры работал в лакроссном клубе Royal City Adanacs.
На летних Олимпийских играх 1908 года в Лондоне Ренни участвовал в мужском турнире, в котором его сборная заняла первое место, выиграв в единственном матче у Великобритании.
В 1965 году включен в Канадский лакроссный зал славы.